# Duurendseind
Duurendseind is een buurtschap  in de gemeente Oss in de Nederlandse provincie Noord-Brabant. In de volksmond wordt Duurendseind, Tuureind of in het lokale accent Tuurènd genoemd. De buurtschap behoort bij het dorp Berghem. Het ligt ten oosten van Oss even voorbij het dorp Berghem richting Kleine Koolwijk in de hoek van Burgemeester van Erpstraat, Hertogswetering en spoorlijn Oss-Nijmegen.
Volgens de leden van de heemkundekring Berchs-Heem komt de naam van duren. Duren is afgeleid van het Keltisch en betekent 'land aan het water' of 'verhoogd land'.
Duurendseind kent iets meer dan honderd huizen, die vroeger meestal bewoond werden door grote gezinnen met boerenbedrijfjes. Hedendaags zijn nog twee koeienboeren actief. Na de oorlog heeft Tuureind zich met haar zandgronden, ontwikkeld als tuindersgebied. 
Vroeger had Tuureind nog bakkers en cafés, deze zijn inmiddels al lang weer verdwenen. Tegenwoordig staat er wel een hotel en zijn er een groentewinkel en een doe-het-zelfzaak.

## Station
In 1881 is in Tuureind een station gebouwd voor goederenvervoer en personen. In 1938 werd het personenvervoer gestaakt, wel heeft het station nog enkele tientallen jaren dienstgedaan voor goederenvervoer. Kolen werden aangevoerd naar Tuureind en tuinproducten uit Tuureind gingen naar de veiling. Het stationsgebouw is er heden ten dage niet meer. Als verwijzing naar het station bestaan de straten 'Stationsstraat' en 'Stationshoek' nog wel. 

## Carnaval
Het Tuureind heeft met carnaval geen eigen carnavalsnaam. Wel heeft er in 2017 de eerste grootvorst onthulling plaatsgevonden welke sindsdien jaarlijks wordt herhaald. In 2017 en 2018 gebeurde dit in 'Het Pakhuis', een groot gebouw midden in de buurtschap. Sinds 2019 is de locatie in café D'n Dort.
Ook loopt de buurtvereniging jaarlijks mee met de jeugdoptocht in het dorp Berghem.
Steden: Megen · Oss · Ravenstein

Dorpen: Berghem · Demen · Dennenburg · Deursen · Dieden · Geffen · Haren · Herpen · Huisseling · Macharen · Kessel · Lith · Lithoijen · Maren · Maren-Kessel · Neerlangel · Neerloon · Oijen · Overlangel · Teeffelen

Buurtschappen: Achterste Heide · Benedeneind · Boveneind · Duurendseind · Elst · Gement · Keent · Kleine Koolwijk · Koolwijk · 't Wild

Noord-Brabant: Steden en dorpen      Nederland: Provincies · Gemeenten